# Coccobius donatellae
Coccobius donatellae is een vliesvleugelig insect uit de familie Aphelinidae. De wetenschappelijke naam is voor het eerst geldig gepubliceerd in 1997 door Pedata & Evans.